# Dicaelotus decipiens
Dicaelotus decipiens là một loài tò vò trong họ Ichneumonidae.